# Božena Weleková
Božena Weleková (8. února 1910, Smíchov – 10. prosince 1979, Praha) byla česká loutkoherečka a herečka. Od roku 1945 byla druhou interpretkou Máničky, po Anně Kreuzmannové. V divadle Spejbla a Hurvínka zůstala až do svého odchodu do důchodu, v roce 1968.

## Životopis
Narodila se jako Božena Antonie Vokounová v rodině kominického mistra Ladislava Vokouna na Smíchově čp.285 . Vyučila se zlatnicí. Od hereckých začátků v ochotnickém kroužku Vojan v Radotíně vedla její cesta přes různé divadelní společnosti až do Městského divadla v Jablonci nad Nisou. Měla velký hlasový rozsah, 4 oktávy a díky tomu se uplatnila velmi dobře i v operetě. Při slavnostním zahájení v osvobozeném Jablonci hraje v Našich furiantech Ladislava Stroupežnického paní Dubskou, jako host. Na začátku sezóny roku 1945 přichází do divadla Spejbla a Hurvínka k prof. Josefu Skupovi a stává se na více než dvacet let interpretkou Máničky. Po rozvodu s Janem Vavříkem-Rýzem nechala všechna svá jména, začínající písmenem V, sjednotit do uměleckého jména Weleková. Těžko se smiřovala se stářím. Vystupovala ještě nějaký čas se souborem Staropražská pětka. Zemřela po dlouhé nemoci v domově důchodců v Praze-Kobylisích. Z prvního manželství měla dvě děti, Janu Velkovou a Ivana Velka. Z druhého manželství, s Janem Vavříkem-Rýzem, dceru Helenu.